# Lijst van Israëlische rampen
Dit is een lijst met rampen op het grondgebied van Israël. In deze lijst zijn alleen gebeurtenissen opgenomen waarbij vijf of meer doden zijn gevallen en gebeurtenissen waarbij er sprake is van een zeer groot effectgebied.

## 20e eeuw

### 1960-1969
- 1964
  - 29 april – Vliegtuig stort neer bij Mitzpe Ramon. 9 doden.

### 1970-1979
- 1970
  - 25 januari – Zware explosie in Eilat. 19 doden. De ramp is geen aanslag zoals eerder wel werd aangenomen.[2]
  - 30 december – Een rots raakt een keuken van het IDF op Neot HaKikar. 20 soldaten komen hierbij om het leven.
- 1977
  - 10 mei – Een helikopter stort neer nabij de Jordaan. Hierbij komen 54 mensen om het leven. De gebeurtenis wordt Ason Hanun-dalet genoemd, "De ramp van de 54".

### 1980-1989
- 1985
  - 11 juni – Een trein botst bij een overweg op een bus met studenten van de Y.H. Brenner middle school uit Petach Tikva. 22 doden.
- 1986
  - 31 juli – Negen jongeren en de chauffeur van een bus komen om het leven wanneer deze bus frontaal op een vrachtauto botst bij Afula, zo'n 80 kilometer ten noordoosten van Tel Aviv.[3]

### 1990-1999
- 1992
  - 5 november – Tijdens een oefening komen vijf Israëlische commando's om het leven na een explosie bij de basis Tze'elim in de Negev-woestijn.[4]
- 1997
  - 4 februari – Een helikopter stort neer nabij bij She'ar Yashuv, in het noorden van het land. Hierbij komen 77 soldaten om het leven.

## 21e eeuw

### 2000-2009
- 2001
  - 24 mei – Tijdens een bruiloft stort de dansvloer in elkaar in de Versailles Wedding Hall in Talpriot bij Jeruzalem. Hierbij komen 23 mensen om het leven en raken er 380 gewond.[5]
- 2005
  - 21 juni – Treinongeluk bij Revadim, 40 kilometer zuidelijk van Tel Aviv. 7 doden en meer dan 200 gewonden.[6]
- 2006
  - 12 juni – Treinongeluk bij Netanya. 5 doden en meer dan 100 gewonden.
- 2008
  - 16 december – Een bus met Russische toeristen op weg naar Eilat rijdt in een 60 meter diep ravijn. Hierbij komen 25 van hen om het leven.[7]

### 2010-heden
- 2010
  - 6 augustus – Treinongeluk bij Kiryat Gat. 7 doden en 20 gewonden.
  - 2 december – Bosbranden in Israël 2010. De branden op het gebergte de Karmel zijn de meest omvangrijke en dodelijke in de geschiedenis van Israël. Er komen 44 mensen om het leven, meer dan 30.000 mensen worden geëvacueerd.
- 2012
  - 27 maart – Bij een woningbrand in Rehovot, vlak bij Tel Aviv komen 6 mensen om het leven.[8]